# West Sussex
West Sussex er et grevskab (county, omtrent svarende til et amt) i det sydlige England. Det grænser op til Hampshire, Surrey og East Sussex samt dobbeltbyen Brighton and Hove. West Sussex var oprindeligt en del af det historiske grevskab Sussex, men det blev opdelt i to administrative distrikter (West Sussex og East Sussex) i 1888, og disse blev endelig skilt helt fra hinanden i 1974. Hovedbyen (county town) er Chichester, mens de største byer er Crawley og Worthing med omkring 100.000 indbyggere hver. Det samlede befolkningstal er omkring 770.000, spredt ud over et areal på 1991 km².

## Seværdigheder

### Natur og dyreparker
- Chichester Harbour
- Pagham Harbour – et beskyttet vådområde
- RSPB Pulborough Brooks
- Selsey Bill
- South Downs Way – en vandresti
- Stansted Park
- St Leonard's Forest
- Tilgate Park
- Wakehurst Place
- Warnham Local Nature Reserve[1]
- WWT Arundel (naturreservat under Wildfowl and Wetlands Trust)

### Borge, slotte, historiske bygninger
- Arundel Castle
- Barnham Windmill
- Bramber Castle
- Christ's Hospital
- Goodwood House og Goodwood Motor Circuit
- High Salvington windmill
- Hurstpierpoint College, skole kendt for sine store flintestensbygninger
- Lancing College, skole kendt for sit kapel i sandsten fra Sussex
- Seaford College, skole kendt for sit store campus
- Nymans hus og park, ejet af National Trust property nær Handcross, Haywards Heath
- Petworth House og dyrepark
- Queen Victoria Hospital, East Grinstead, hvor Sir Archibald McIndoe udførte operationer under anden verdenskrig
- Sackville College, jakobitter-almuehus East Grinstead
- Shipley Windmill, (ikke længere åbent for offentligheden).
- Standen, East Grinstead
- Uppark, herregård fra 1600-tallet i South Downs.

### Religiøse bygninger
- Chichester Cathedral, grundlagt i 1075[2]
- Arundel Cathedral[3]
- Bosham Church
- Church of St Mary the Blessed Virgin

### Museer
- Worthing Museum & Art Gallery
- Amberley Museum & Heritage Centre
- Fishbourne Roman Palace, romersk palads, det største nord for Alperne
- Manor Cottage[4]
- Steyning Museum[5]
- Tangmere Military Aviation Museum[6]
- Horsham Museum
- Weald and Downland Open Air Museum historiske bygninger i Singleton
- Wings Museum, Balcombe